# Lophocolea bifidistipula
Lophocolea bifidistipula là một loài Rêu trong họ Lophocoleaceae. Loài này được Stephani mô tả khoa học đầu tiên năm 1922.